# Ichthyophthiriose
Ichthyophthiriose (oft kurz Ichthyo genannt), auch Weißpünktchenkrankheit, Weißpunktkrankheit, Pünktchenkrankheit oder Grießkörnchenkrankheit, ist eine weit verbreitete Parasitose bei Süßwasserfischen. Die Ichthyophthiriose zählt zu den wichtigsten Krankheitsbildern in der Süßwasseraquaristik und der Teichwirtschaft.

## Erreger

Lebenszyklus von Ichthyophthirius multifiliis

Auslöser der Ichthyophthiriose ist das Wimpertierchen Ichthyophthirius multifiliis. Dieser weltweit vorkommende Ektoparasit erreicht in seiner vegetativen Form eine Größe bis zu 1 mm. Hervorstechende Merkmale sind ein hufeisenförmiger Großkern und ein runder Kleinkern.

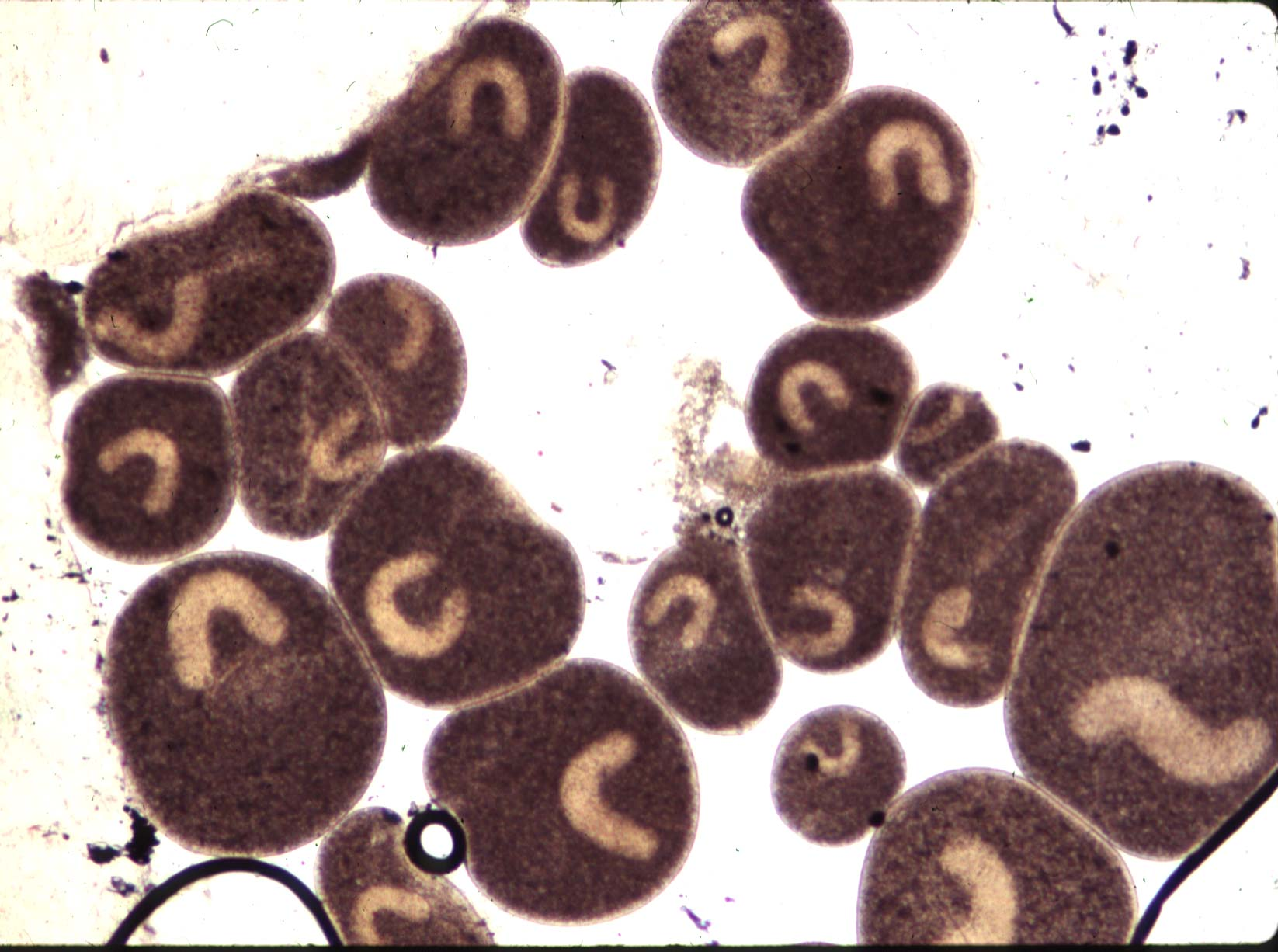
Ichthyophthirius multifiliis

Der Parasit lebt in der Epidermis beziehungsweise im Epithel der Kiemen seines Wirtes in nach außen abgeschlossenen Höhlungen. Ist er zur Fortpflanzungsfähigkeit herangereift, durchbricht er die Haut und verlässt den Wirt, wodurch dieser erhebliche Hautverletzungen erleidet. Im Wasser sinkt Ichthyophthirius multifiliis zu Boden, setzt sich dort fest und beginnt mit der Bildung von Zysten. In diesen finden wiederholte Teilungen in bis zu 1000 so genannte Schwärmer (Tomiten) von 50 bis 70 Mikrometer Größe statt. Die Schwärmer sind wieder für Fische invasionsfähig, müssen aber innerhalb von 70 Stunden einen Wirt finden. Die Dauer des Vermehrungsprozesses ist temperaturabhängig, bei vier Grad Celsius dauert er etwa sechs Tage, bei 25 bis 28 Grad Celsius nur zehn bis zwölf Stunden. Besonders in tropischen Aquarien kann es deshalb zu einer explosionsartigen Vermehrung mit entsprechenden Befallsraten kommen.

## Symptome

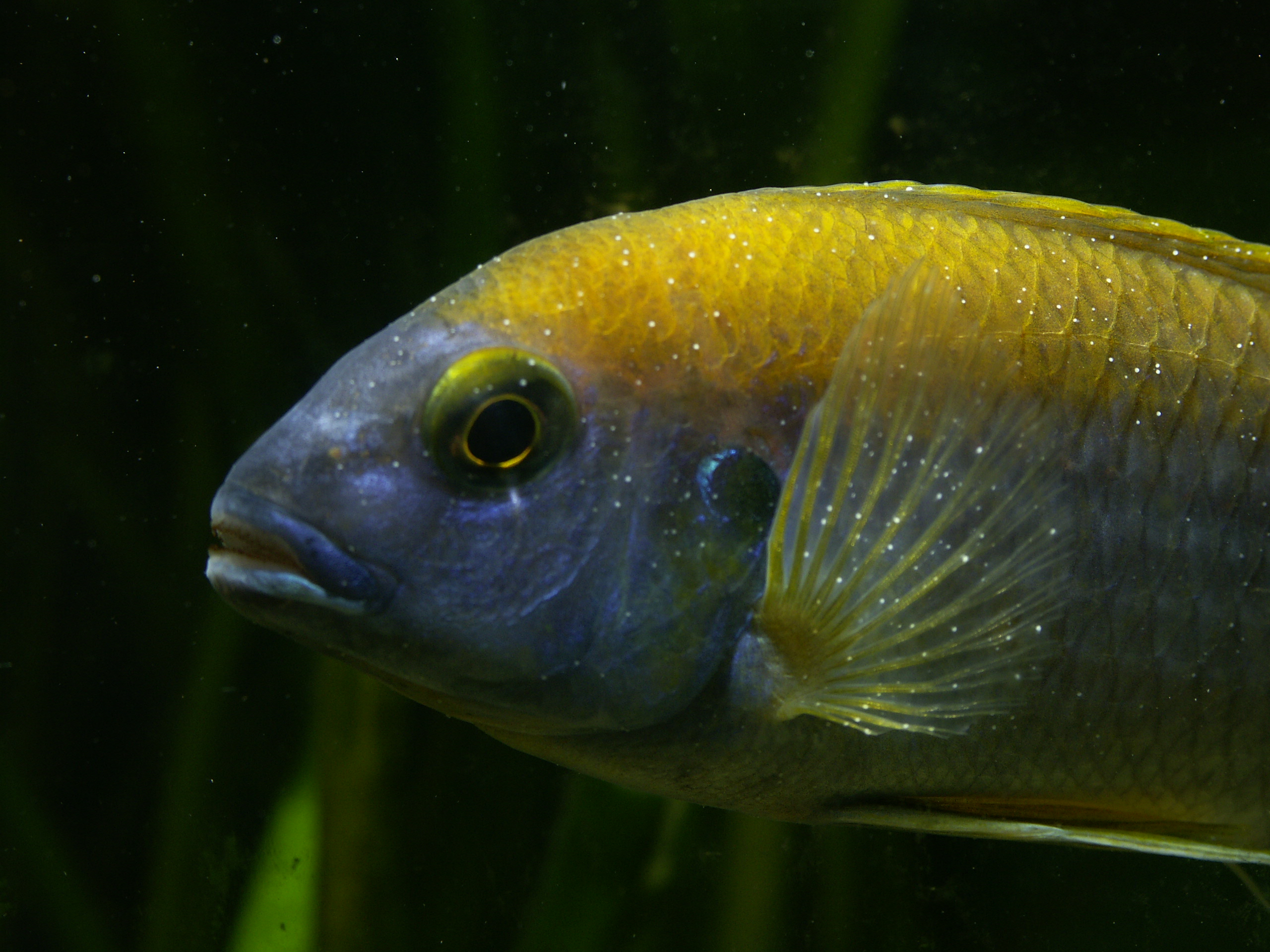
Befallener Buntbarsch

Befallene Fische haben bis stecknadelkopfgroße, weiße Knötchen am ganzen Körper, den Flossen und den Kiemen. In schweren Fällen können sich die Knötchen zu grauen Flächen vereinen. Die betroffenen Fische zeigen häufig Atemnot, „Flossenklemmen“ und heftige Scheuerbewegungen. In der Folge wird der Fisch zunehmend apathisch und magert ab.

## Therapie
Während seiner Wachstumsphase in der Haut des Wirtes ist der Parasit nicht direkt zu bekämpfen. Die Bekämpfung richtet sich also gegen die frei schwimmenden Schwärmer. In Aquarien kann unterstützend die Wassertemperatur leicht erhöht werden, um die geschützte Entwicklungsphase als Zyste zu verkürzen.
Als Medikament für Zierfische eignet sich Malachitgrün, häufig in Kombination mit Methylenblau, Nutzfische können mit Formalin und Kaliumpermanganat behandelt werden. Im Aquaristikhandel gibt es Mittel zur einmaligen Behandlung von verschiedenen Herstellern. Fische, die eine Ichthyophthiriose überleben, entwickeln eine stabile Immunität.